# Inn-Radweg

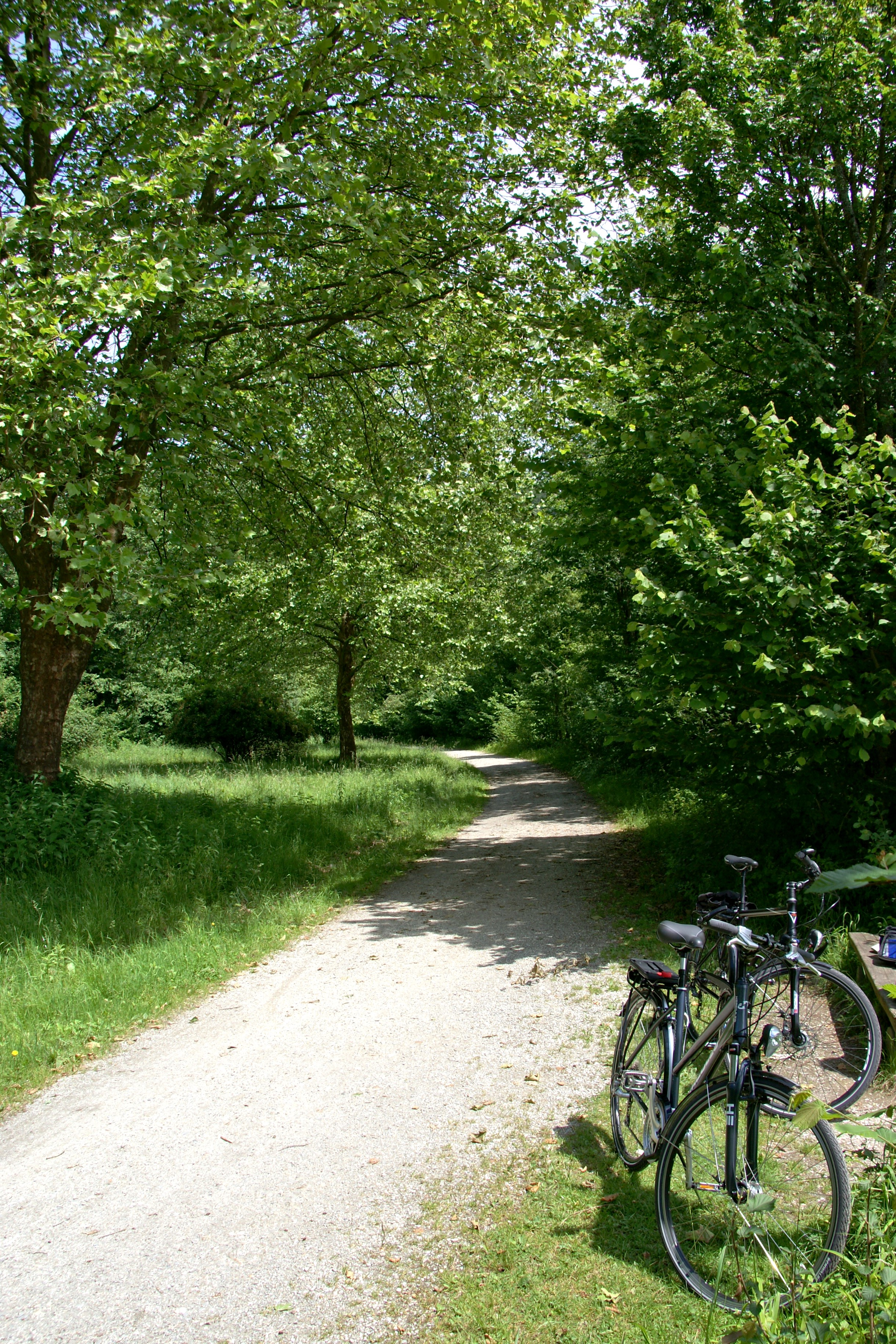
Inn-Radweg zwischen Passau und Wernstein am Inn am linken Ufer

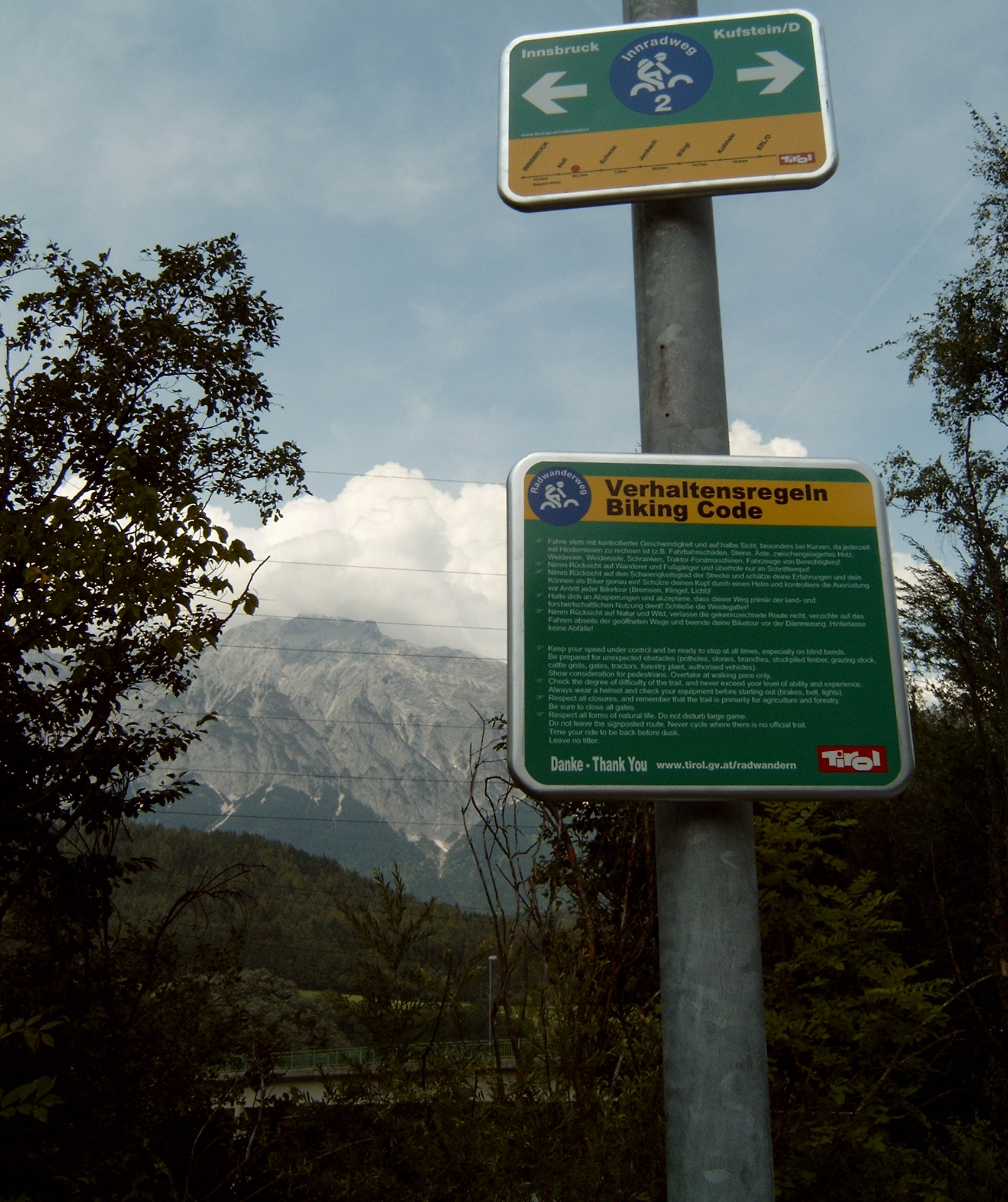
Beschilderung in Tirol zwischen Hall und Schwaz

Der Inn-Radweg, auch Inntal-Radweg, ist ein internationaler Fernradweg. Er führt von Maloja in der Schweiz über Innsbruck in Österreich bis Passau in Deutschland und ist ca. 520 km lang. Er folgt dem Lauf des Inn durch Hochgebirge, Hügelland und Flussaue.

## Verlauf
Der Inn-Radweg verläuft zumeist flussnah, aber insbesondere in den Auen nicht immer auf asphaltierten Strecken. Vom Flusslauf wegführende Abschnitte verlaufen auf Wegen und Nebenstraßen, gelegentlich müssen auch Wegstrecken mit stärkerer Autobelastung genutzt werden.
Der erste Abschnitt hat teilweise recht steile Abschnitte, später sind die Anstiege schwächer.
Der Radwanderweg ist durchgehend, aber nicht einheitlich beschildert; die Qualität der Beschilderung variiert.
Von der Maloja bis Landeck verliert das Inntal auf 150 km etwa 1000 Meter an Höhe, dabei wechseln Talabschnitte mit geringem Gefälle mit Talstufen und Schluchten. Hier radelt man flussabwärts deutlich leichter als flussaufwärts, obwohl es an nicht wenigen Stellen talabwärts bergauf geht. Von Landeck bis Passau sind es nur 300 Meter Höhenverlust auf 360 km, da ist die Anstrengung in beiden Richtungen insgesamt gleich, hängt fast nur von der Windrichtung ab. Zwischen Kufstein und dem Alpenrand bläst nachmittags oft ein starker Wind taleinwärts.
Von Kufstein bis Gars am Inn sowie von Schärding bis Passau ist auf beiden Seiten des Flusses ein Radweg angelegt, der dann auch Inn-Radweg Ost bzw. -West benannt wird.

## Landschaften und Orte

### Schweiz

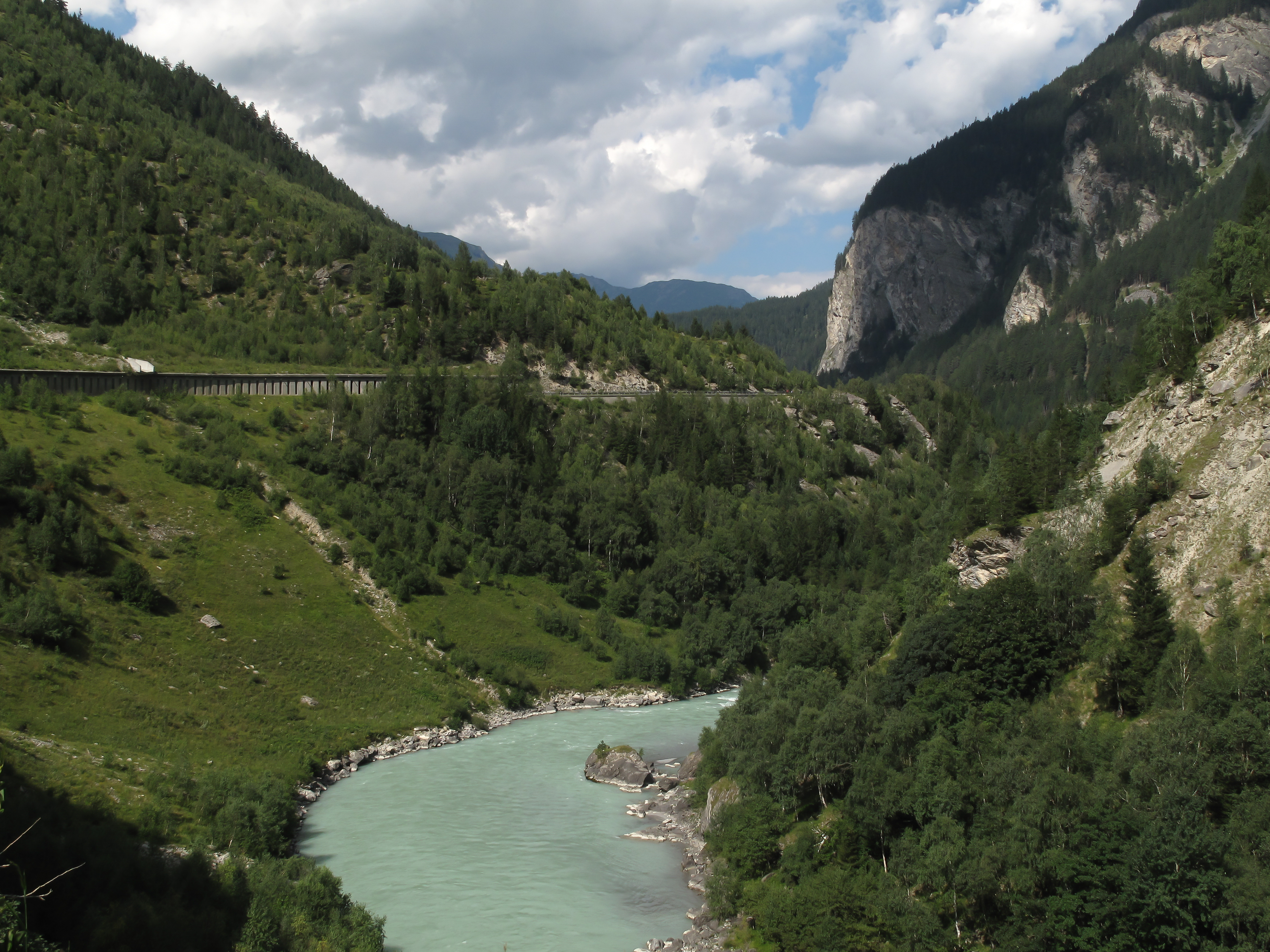
Die letzten Kilometer im Unterengadin bei Martina GR teilt der Inn-Radweg mit der Straße für Kraftfahrzeuge (links), so eng ist das Tal dort

Die Wegweisung beginnt im Dorf Maloja, nur wenige Höhenmeter unter dem Scheitelpunkt der gleichnamigen Straße nach Italien. Der Weg folgt dem Ufer dreier Seen auf 1800 m Meereshöhe, die Berge dahinter erreichen mehr als 3000 Meter. Der oberste Bahnanschluss (Rhätische Bahn) befindet sich 16 km innabwärts im Kurort St. Moritz, der trotz seiner nur 5205 Einwohner der größte Ort im Engadin ist.
Der Julierpass, oberste Straßenverbindung mit dem Rheintal, erreicht den Innradweg in Silvaplana, 6 km vor St. Moritz. Der ruhigere Albulapass, Teil der Schweizer Veloroute Nr. 6, ist nur 30 Meter höher und erreicht den Inntalradweg erst 16 km unter St. Moritz. Im weiteren Verlauf berührt der Flussradweg, hier ebenfalls Teil der Route 6, kleinere Alpenstädte wie Ardez und Scuol. Asphaltiert ist er nur vom Anschluss der Albulastraße bis Susch und bei dem Bergdorf Ftan.

### Österreich

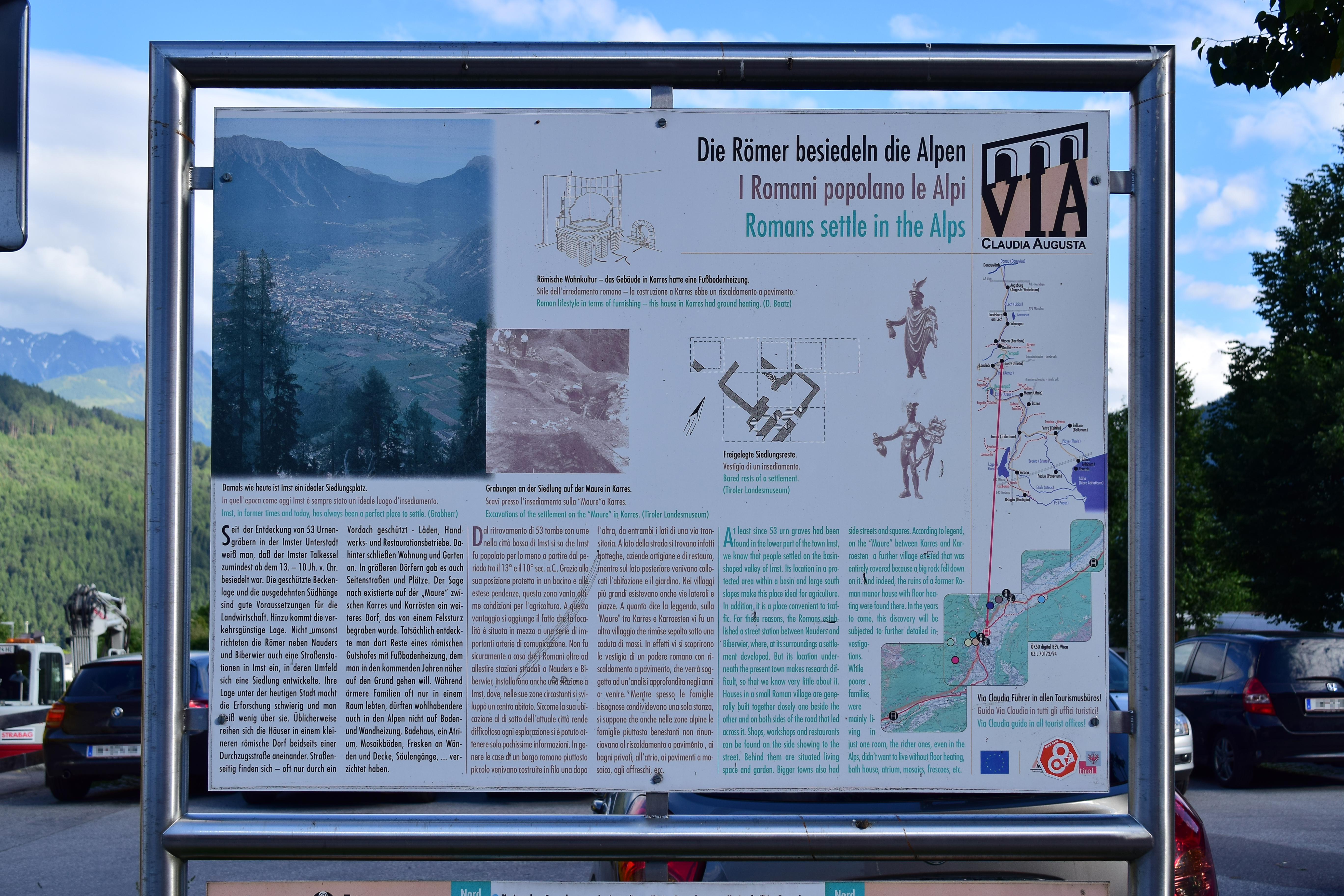
Weil der Inn-Radweg bis Imst zusammen mit der Via Claudia Augusta verläuft, gibt es dort entsprechende historische Lehrtafeln am Weg

Von Pfunds bis 20 km hinter Landeck ist der Innweg auch Teil des Radfernwegs Via Claudia Augusta, der Augsburg über Fernpass und Reschenpass mit dem Etschtal verbindet, überwiegend nicht genau auf der Trasse der Römerstraße. Landeck ist die oberste österreichische Stadt am Inn und der oberste Hauptbahnanschluss (Arlbergbahn) am Innradweg. Von kurz vor Landeck bis hinter Kufstein verläuft ein Großteil der Route auf Rad- und Wirtschaftswegen direkt am Innufer, manche Abschnitte statt (oder auch) am Ufer direkt neben der Inntalautobahn. Bei Telfs zweigt ein geschotterter Radweg in Richtung Seefeld und Garmisch ab; er führt bei Scharnitz zum Isar-Radweg.
Innsbruck ist die Landeshauptstadt Tirols mit etlichen sehenswerten Bauten und Museen. Ruhige Nebenstrecken zum Brennerpass zweigen teils hier, teils weiter westlich ab. Es folgen die Städte Hall, Schwaz, Brixlegg und Rattenberg mit historischen Ortskernen aus der Zeit, als der Inn eine wichtige Verkehrsader für den Salz- und Erzhandel war. Zwischen Schwaz und Brixlegg gibt es zwei interessante Abzweigungen: Bei Jenbach und Wiesing kann man zum Achensee hoch radeln und man befindet dann auf der Via Bavarica Tyrolensis. Bei Strass mündet das Zillertal. Ab Kufstein hat das Tal mit dem Durchbruch der nördlichen Kalkalpen einen anderen Charakter.
Zwischen Kufstein und der deutschen Grenze kann man mit einigen Höhenmetern ostwärts in den Kaiserwinkl abbiegen, ein Ost-West-Tal südlich der nördlichen Kalkalpen, das sich mit dem Tal der Großache kreuzt, die aus dem Kitzbüheler Tal zum Chiemsee fließt. Der tiefst gelegene österreichische Ort am Inn ist das für seine Passionsspiele bekannte Erl.

### Deutschland

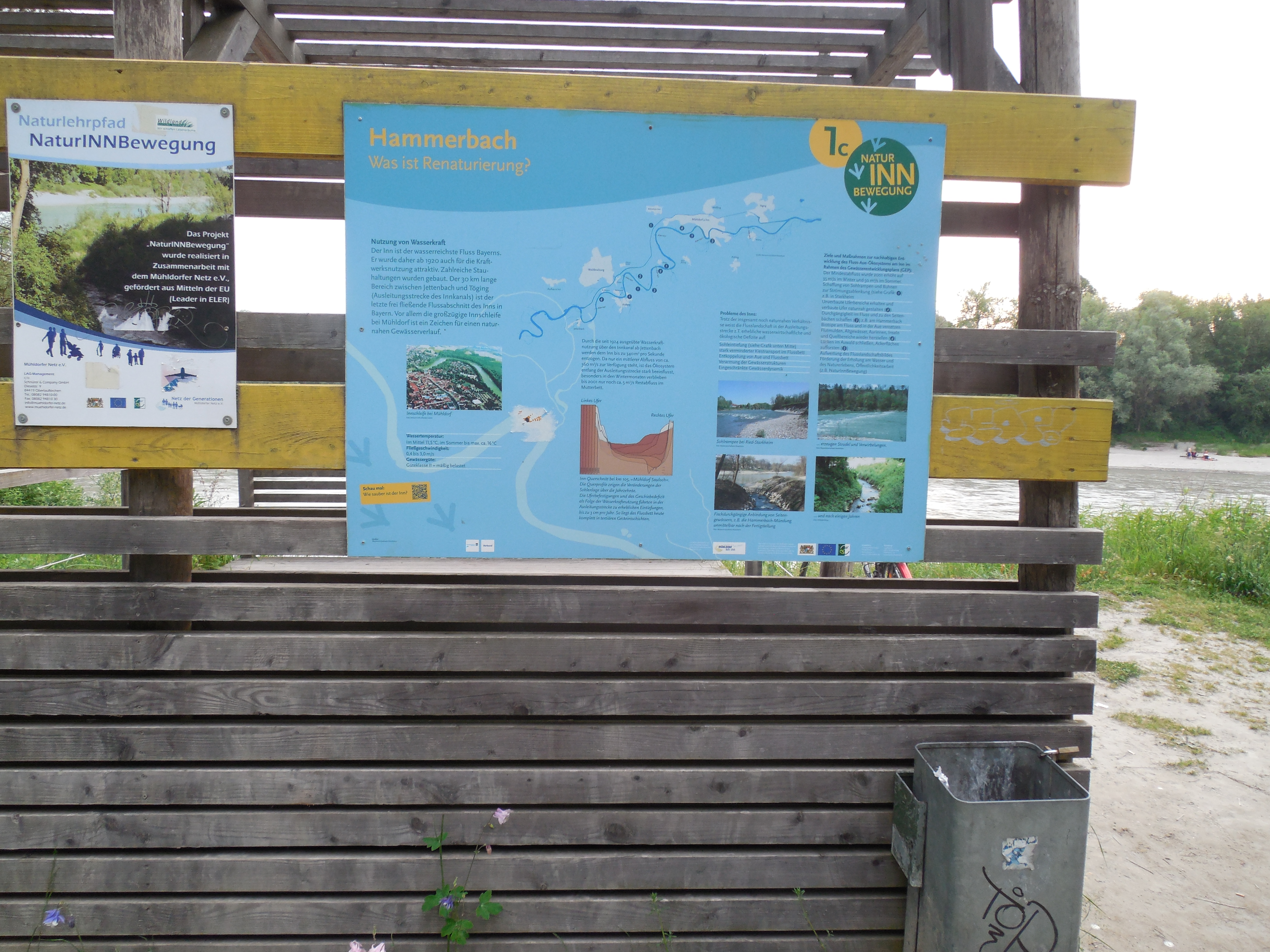
Informationstafeln am Inn-Radweg bei Mühldorf am Inn zu aufwändigen Renaturierungsmaßnahmen

Die Berge des deutschen Alpenrandes haben mehr bewaldete Kuppen als schroffe Gipfel. Am Fuß der Alpen stößt von Westen die Mangfallebene an das Inntal, durch die man bequem fast die Hälfte der Strecke nach München radeln kann. In Neubeuern kreuzt zudem der Bodensee-Königssee-Radweg. An der Mangfallmündung liegt Rosenheim, die größte deutsche Stadt am Inn.
Anschließend bestimmen die Hügel des bayerischen Alpenvorlandes die Landschaft. Streckenweise verläuft der Radwanderweg über diese Hügel weit abseits und weit oberhalb des Flusses.
Sehenswert ist die in einer Flussschleife im tief eingeschnittenen Tal liegende Altstadt von Wasserburg. Auch die Industriestadt Mühldorf hat eine hübsche Altstadt im Inn-Salzach-Stil.

### Grenzfluss

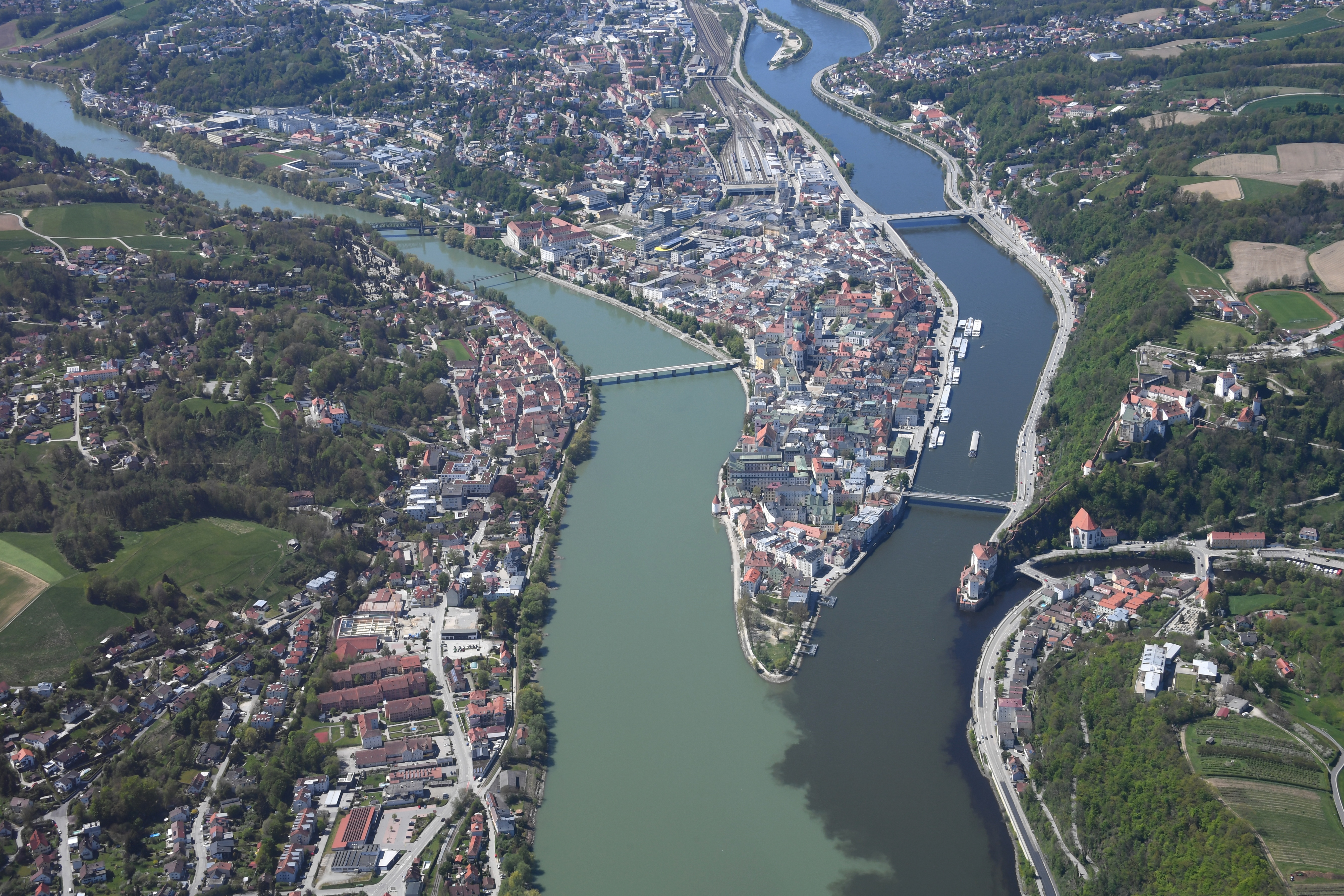
In Passau endet der Inn-Radweg, der Inn (links) mündet in die Donau. Neben diesem Fluss existiert ebenfalls ein internationaler Fernradweg, der Donauradweg

Nördlich der österreichischen Grenzstadt Braunau radelt man durch das Europareservat „Unterer Inn“. Der Fluss selber allerdings ist von der Salzachmündung bis Schärding eher eine Kette von Stauseen. In der Dreiflüssestadt Passau mündet der Inn schließlich in die Donau.